# Сабаудия (область)

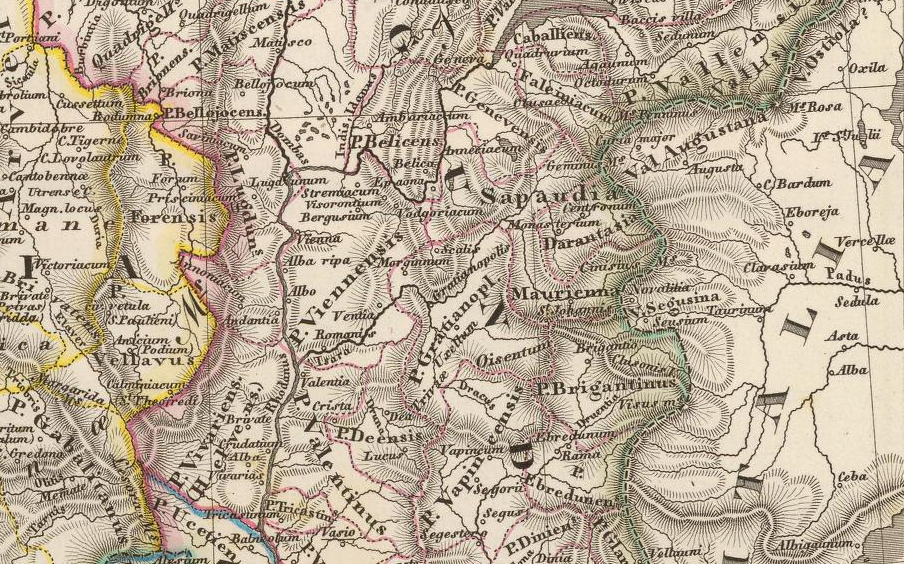
Сабаудия в эпоху Каролингов

Сабаудия (лат. Sapaudia, в переводе с галльского Sapa-uidia означает «Страна сосен») — область Галлии, которая упоминается в источниках конца IV — начала VI века.  Сабаудией назвались на галльском земли южной части римской провинции Максима Секванская, куда после поражения были переселены Аэцием бургунды в 443 году, в качестве римских федератов. На территории Сабаудии в IX веке было образовано Савойское графство, название Савойи произошло от имени области.

## Географическое положение
Сведения о расположении Сабаудии с конца IV по начало VI века являются противоречивыми. Согласно последним исследованиям область включала в себя территории городов Женева, Ньон и Аванш, и бассейн реки Эн (до слияния с Роной).

## История
Название «Сабаудия» является латинизацией галльского названия территории Sapa-uidia — «Страна сосен». Сабаудия впервые упоминается у Аммиана Марцеллина в 360 году. Он описывает её как южную часть провинции Максима Секванская, земли секванов, расширенные реформами Диоклетиана. Она также упоминается в хронике Проспера Аквитанского в 443 году. В 494 году область упоминается в житии Святого Епифания, епископа Павии (автор Эннодий). Епифаний пересёк Сабаудию по пути в Женеву на встречу с Гундобадом, он просил об освобождении пленных.
В 30-у годы V века бургунды пытались захватить провинцию Белгику, однако были разбиты в двух битвах (435 и 436 годы) гуннами под предводительством полководца Западной Римской империи Аэция. В битве погиб король Гундахар, и остаток бургундского народа был переселён Аэцием в Сабаудию на правах федератов. Бургунды защищали свои северные границы (и соответственно Римскую империю) от набегов алеманнов. В Сабаудии возникло бургундское королевство со столицей в Женеве. Оно было захвачено королевством франков в 534 году. Во время правления Карла Великого Сабаудию называли Saboja или Saboia, отличая её от земель Тарантеза и Морьен. В IX веке территория Сабаудии была включена в Савойское графство и стала упоминаться под этим названием.